# 定點突變
定點突變（Site-directed mutagenesis），經由設計好的寡核苷酸，在任何一個基因片段上進行隨意或設計好的突變，也就是說，這種突變是預先設定好的，所以也有人將它稱為“反遺傳法”。定點突變由加拿大生化學家迈克尔·史密斯發明，他與PCR發明者凯利·穆利斯在1993年共同獲得諾貝爾化學獎。
根據生物學，基因會發生突變，突變可以自發也可以誘發。在定點突變法之前，突變株的產生必須經由自然界或用化學等方法讓基因突變，這屬於隨機突變。而突變株必須在生物體上有所改變，才能確定有突變發生。突變位置必須利用分生或化學方法來確定。而定點突變法可經由設計好的寡核苷酸，在任何一個基因片段上進行隨意或設計好的突變，也就是說，這種突變是預先設定好的。

## 基本原理
定点突变的基本流程需要合成一个短的 DNA 引子。其包含了目标突变，并且与突变位点附近的模板 DNA 互补以与目的基因的 DNA 杂交。突变可以是一个碱基的改变（点突变），多个碱基的改变，增加或者删除。这个引物接着被一个 DNA 聚合酶延展，拷贝剩下的基因。拷贝后的基因包含了突变位点，并以载体的形式引入宿主细胞，并被複製。最后，突变将通过 DNA 测序以确保包含了目标突变。
原始的单引物延展法很低效，突变产量低。产物包含了原有的非突变模板以及突变链，突变及非突变后代混合在一起。此外，模板 DNA 经过甲基化，而突变链未经甲基化，由于偏爱甲基化模板 DNA 的错配修复系统的存在，导致突变数目进一步下降。因此，人们开发了许多新方法来提高突变效率。

## 方法
1.以有配對錯誤的單股DNA分子作為引物，此引物包含想要突變的核苷酸，與載體進行退火後，转化导入细胞内。
2.DNA雙股使用DNA 聚合酶來延長，宿主會產生兩種質體，進行克隆轉譯後即得到突變一個胺基酸的蛋白質。

## 應用
利用分子選殖的方法，可以改變基因上的特定鹼基，送入載體之後，可在宿主中表現。亦可知道特定胺基酸的改變對蛋白質和酵素的影響。